# 4 يناير
- السبت
- الأحد
- الاثنين
- الثلاثاء
- الأربعاء
- الخميس
- الجمعة

- 2827 جمادى الآخرة 1446  هـ
- 2928 جمادى الآخرة 1446  هـ
- 3029 جمادى الآخرة 1446  هـ
- 3130 جمادى الآخرة 1446  هـ
- 11 رجب 1446  هـ
- 22 رجب 1446  هـ
- 33 رجب 1446  هـ
- 44 رجب 1446  هـ
- 55 رجب 1446  هـ
- 66 رجب 1446  هـ
- 77 رجب 1446  هـ
- 88 رجب 1446  هـ
- 99 رجب 1446  هـ
- 1010 رجب 1446  هـ
- 1111 رجب 1446  هـ
- 1212 رجب 1446  هـ
- 1313 رجب 1446  هـ
- 1414 رجب 1446  هـ
- 1515 رجب 1446  هـ
- 1616 رجب 1446  هـ
- 1717 رجب 1446  هـ
- 1818 رجب 1446  هـ
- 1919 رجب 1446  هـ
- 2020 رجب 1446  هـ
- 2121 رجب 1446  هـ
- 2222 رجب 1446  هـ
- 2323 رجب 1446  هـ
- 2424 رجب 1446  هـ
- 2525 رجب 1446  هـ
- 2626 رجب 1446  هـ
- 2727 رجب 1446  هـ
- 2828 رجب 1446  هـ
- 2929 رجب 1446  هـ
- 3030 رجب 1446  هـ
- 311 شعبان 1446  هـ

4 يناير أو 4 كانون الثاني أو يوم 4\1 (اليوم الرابع من الشهر الأوَّل) هو اليوم الرابع (4) من السنة وفقًا للتقويم الميلادي الغربي (الغريغوري). يبقى بعده 361 يومًا لانتهاء السنة، أو 362 يومًا في السنوات الكبيسة.

## أحداث
- 808 - تأسيس مدينة فاس على يد إدريس الثاني لتكون أول عاصمة إسلامية في المغرب الأقصى.
- 1493 - المستكشف الإيطالي كريستوفر كولومبوس يغادر العالم الجديد إلى إسبانيا وذلك بعد إكماله لأول رحلاته الاستكشافية.
- 1682 - لويس الرابع عشر ملك فرنسا يستقبل السفير المغربي محمد تميم في قصر شاتو دو سان جيرمان أون لاي.
- 1896 - ولاية يوتا تصبح الولاية 45 من الولايات المتحدة.
- 1927 - تأسيس نادي الاتحاد السعودي في جدة.
- 1948 - الإعلان عن استقلال بورما.
- 1951 - القوات الصينية / الكورية الشمالية تحتل مدينة سيول في إطار الحرب الكورية.
- 1958 - المركبة السوفييتية سبوتنك-1 تنحرف عن مسارها وتهوي ناحية الأرض.
- 1959 - المركبة الفضائية لونا 1 تصبح أول مركبة فضائية تصل إلى جوار القمر.
- 1961 - إنعقاد مؤتمر الدار البيضاء بين أقطاب أفريقيا جمال عبد الناصر ومحمد الخامس وكوامي نكروما وجومو كينياتا.
- 1965 - إسرائيل تعلن إن عدد يهود الفلاشا المهاجرين إليها هو 250 ألف شخص.
- 1969 - فرنسا تبدأ بتنفيذ قرار حظر تصدير الأسلحة وقطع غيار المعدات العسكرية إلى إسرائيل وذلك ردًا على عدوان إسرائيل على مطار بيروت الدولي.
- 1980 - الرئيس الأمريكي جيمي كارتر يعلن مقاطعة الولايات المتحدة لدورة الألعاب الأولمبية الصيفية في موسكو، احتجاجًا على الغزو السوفيتي لأفغانستان.
- 1989 - مقاتلات الولايات المتحدة تسقط مقاتلتين ليبيتين داخل المياه الإقليمية الليبية في البحر الأبيض المتوسط.
- 2004 - العربة الفضائية سبيريت تهبط بنجاح على سطح كوكب المريخ.
- 2006 -
  - الشيخ محمد بن راشد آل مكتوم يتولى حكم إمارة دبي بعد وفاة أخيه الشيخ مكتوم بن راشد آل مكتوم.
  - نقل رئيس الوزراء الإسرائيلي أرئيل شارون إلى المستشفى نتيجة إصابته بجلطة دماغية.
- 2007 - مجلس النواب الأمريكي ينتخب السيناتور نانسي بيلوسي رئيسة له لتصبح أول امرأة تتولى هذا المنصب في تاريخ الولايات المتحدة.
- 2010 - إفتتاح برج دبي رسميًا، بحضور حاكم إمارة دبي الشيخ محمد بن راشد آل مكتوم.
- 2015 - عُلماء آثار يُعلنون اكتشافهم مقبرة ملكة مصريَّة فرعونيَّة تُدعى خنتكاوس الثالثة.
- 2018 -
  - اللاعب المصري محمد صلاح يفوز بجائزة أفضل لاعب أفريقي خلال العام 2017 ضمن حفل توزيع جوائز الكاف.
  - وفاة 20 شخصًا على الأقل وجرح 260 آخرين في حادث اصطدام لقطار كرونستاد بجنوب أفريقيا.

## مواليد
- 1809 - لويس بريل، مدرس فرنسي للمكفوفين ومخترع طريقة بريل للقراءة للمكفوفين.
- 1848 - تارو كاتسورا، رئيس وزراء اليابان.
- 1940 -
  - بريان جوزيفسن، عالم فيزياء أيرلندي شمالي حاصل على جائزة نوبل في الفيزياء عام 1973.
  - جاو كسينغجيان، كاتب فرنسي من أصل صيني حاصل على جائزة نوبل في الأدب عام 2000.
  - ليون سميلينغ، لاعب كرة قدم بلجيكي.
- 1945 -
  - ريتشارد شروك، عالم كيمياء أمريكي حاصل على جائزة نوبل في الكيمياء عام 2005.
  - سهير زكي، راقصة شرقية وممثلة مصرية.
- 1954 - أوليغ رومانتسيف، لاعب ومدرب كرة قدم روسي.
- 1962 - ليلى علوي، ممثلة مصرية.
- 1967 - حميد ستيلي، لاعب كرة قدم إيراني.
- 1980 - ميغيل مونتيرو، لاعب كرة قدم برتغالي.
- 1986 - جيمس ميلنر، لاعب كرة قدم إنجليزي.
- 1990 -
  - ألبيرتو بالوسكي، لاعب كرة قدم إيطالي.
  - توني كروس، لاعب كرة قدم ألماني.

## وفيات
- 1656 - ابن يعقوب المكي، فقيه وشاعر وكاتب حجازي.
- 1825 - فرديناندو الأول، ملك مملكة الصقليتين.
- 1919 - غورغ فون هيرتلنغ، مستشار ألمانيا.
- 1941 - هنري برجسون، فيلسوف فرنسي حاصل على جائزة نوبل في الأدب عام 1927.
- 1960 - ألبير كامو، كاتب فرنسي حاصل على جائزة نوبل في الأدب عام 1957.
- 1961 - إرفين شرودنغر، عالم فيزياء نمساوي حاصل على جائزة نوبل في الفيزياء عام 1933.
- 1965 - توماس ستيرنز إليوت، شاعر أمريكي حاصل على جائزة نوبل في الأدب عام 1948.
- 1978 - دولت أبيض، ممثلة مصرية.
- 1990 - حسني فريز، معلم وشاعر وكاتب ومترجم أردني.
- 1996 - تشو مينغ تشن، إحاثي صيني.
- 2000 - سلطان العويس، شاعر وتاجر وفاعل خير إماراتي.
- 2001 - محمد راشد، ممثل كويتي.
- 2006 - مكتوم بن راشد آل مكتوم، رئيس وزراء دولة الإمارات العربية المتحدة وحاكم إمارة دبي.
- 2007 - ساندرو سالفادوري، لاعب كرة قدم إيطالي.
- 2010 -
  - يوهان فيريي، رئيس سورينام.
  - تسوتومو ياماجوتشي، ياباني نجى من الهجوم النووي على هيروشيما وناجازاكي.
- 2011 -
  - نهاد شريف، روائي مصري.
  - أحمد اليماني، قائد فلسطيني.
  - علي رضا بهلوي، نجل شاه إيران محمد رضا بهلوي.
  - محمد البوعزيزي، شاب تونسي أشعل الثورة التونسية ضد حكم الرئيس زين العابدين بن علي.
- 2021 - إلياس الرحباني، موسيقي وكاتب أغاني لبناني.
- 2025 - منى الصلح، زوجة الأمير طلال بن عبد العزيز آل سعود.

## أعياد ومناسبات
- عيد الاستقلال في بورما.

## وصلات خارجية
- وكالة الأنباء القطريَّة: حدث في مثل هذا اليوم.
- النيويورك تايمز: حدث في مثل هذا اليوم.
- BBC: حدث في مثل هذا اليوم.